# 片山雄哉
片山 雄哉（かたやま ゆうや、1994年6月18日 - ）は、愛知県安城市出身の元プロ野球選手（捕手）。右投左打。

## 経歴

### プロ入り前
安城市立桜町小学校3年時に「横山北ソフトボール」に入団しソフトボールを始める。安城市立安城南中学校では軟式野球部へ入部し野球に転向、捕手を務めた。
愛知県立刈谷工業高校時代は全国大会と縁がなく、卒業後は至学館大学短期大学部へ進学。後に至学館大学へ編入する予定であったもののそのまま卒業、在籍2年で野球部を退部し、BCリーグ・福井ミラクルエレファンツへ入団した。背番号は22。

### BC福井時代
2015年には、捕手兼外野手としてリーグ戦39試合に出場したが、打率.164に終わった。
2016年には、阪神タイガースから派遣された藤井彰人がバッテリーコーチに就任したことを機に捕手へ専念。リーグ戦58試合の出場で打率.271を記録し、プロ初本塁打を皮切りに2本塁打を放つ。
2017年にはリーグ戦49試合の出場で打率.285、5本塁打の成績を残した。しかし、NPBドラフト会議での指名はなかった。
2018年には、リーグ戦64試合に出場。前年までの反省から意識改革とトレーニングに励んだ結果、打率.330、14本塁打、62打点、18盗塁とほとんどの打撃部門で自己最高の成績を残した。
2018年のNPB育成ドラフト会議で、阪神タイガースから1巡目で指名。支度金200万円、年俸300万円（金額は推定）で育成選手として入団した。背番号は122。

### 阪神時代
2019年、高知県安芸市での二軍春季キャンプに参加。キャンプ中の実戦では3試合連続で3安打を放つなどアピールし、二軍監督の平田勝男から同キャンプMVPに選ばれた。キャンプ後の教育リーグでは主に指名打者として起用され、ウエスタン・リーグの公式戦では育成選手ながら4月上旬から一時4番打者に抜擢。後に調子を落としたものの、7月11日のフレッシュオールスターゲーム（楽天生命パーク）では、ウエスタン・リーグ選抜の捕手として途中出場を果たした。7月30日、支配下選手契約を締結したことが球団から発表された。背番号は95。最終的にウエスタン・リーグ75試合に出場し、打率.202、5本塁打、17打点、40安打、長打率.313、出塁率.251の成績だった。
2020年はキャンプは一軍スタートとなったが、レギュラーシーズンでの一軍昇格はなく、ウエスタン・リーグ55試合に出場し、打率.220、2本塁打、19打点の成績だった。
2021年、2月21日に行われた三菱自動車倉敷オーシャンズとの練習試合で打席でスイングした際に右手を痛め、検査の結果、右手有鈎骨の骨折と診断された。
2022年、5月21日付の公示でプロ入り後初めて一軍に昇格した。
2023年は打撃向上を掲げてシーズンに臨み、ウエスタン・リーグで79試合に出場し、0本塁打ながら163打数47安打で自身最高の打率.288を記録した。しかし、一軍出場はなくシーズンを終えた。
2024年も二軍では90試合に出場して.310の打率を残すも一軍登録はなく、10月1日に戦力外通告を受けた。
2025年2月2日に自身のインスタグラムを更新し、現役引退を発表。

### 現役引退後
現役引退後は、ソニー生命保険会社で「ライフプランナー」として働いている。

## 選手としての特徴・人物
俊足強打の打撃型捕手。50m走で6.1秒を記録し、また二塁送球1.8秒を記録する強肩を持ち合わせる。
打撃では、アッパー気味にも見える豪快なフルスイングが持ち味。実際はレベルスイングになっているものの、本人は「ボールのやや下を上に上げる感じ」と説明しており、「遠くに飛ばしたい、ホームラン打ちたい、強い打球を打ちたいってやったのが自然にああなった」とも語っている。

## 詳細情報

### 年度別打撃成績
| 年 度     | 球 団     | 試 合 | 打 席 | 打 数 | 得 点 | 安 打 | 二 塁 打 | 三 塁 打 | 本 塁 打 | 塁 打 | 打 点 | 盗 塁 | 盗 塁 死 | 犠 打 | 犠 飛 | 四 球 | 敬 遠 | 死 球 | 三 振 | 併 殺 打 | 打 率 | 出 塁 率 | 長 打 率 | O P S |
| --------- | --------- | ----- | ----- | ----- | ----- | ----- | -------- | -------- | -------- | ----- | ----- | ----- | -------- | ----- | ----- | ----- | ----- | ----- | ----- | -------- | ----- | -------- | -------- | ----- |
| 2022      | 阪神      | 2     | 2     | 2     | 0     | 0     | 0        | 0        | 0        | 0     | 0     | 0     | 0        | 0     | 0     | 0     | 0     | 0     | 2     | 0        | .000  | .000     | .000     | .000  |
| 通算：1年 | 通算：1年 | 2     | 2     | 2     | 0     | 0     | 0        | 0        | 0        | 0     | 0     | 0     | 0        | 0     | 0     | 0     | 0     | 0     | 2     | 0        | .000  | .000     | .000     | .000  |

- 2024年度シーズン終了時

### 年度別守備成績
| 年 度 | 球 団 | 捕手  | 捕手  | 捕手  | 捕手  | 捕手  | 捕手     | 捕手  | 捕手     | 捕手     | 捕手     | 捕手     |
| 年 度 | 球 団 | 試 合 | 刺 殺 | 補 殺 | 失 策 | 併 殺 | 守 備 率 | 捕 逸 | 企 図 数 | 許 盗 塁 | 盗 塁 刺 | 阻 止 率 |
| ----- | ----- | ----- | ----- | ----- | ----- | ----- | -------- | ----- | -------- | -------- | -------- | -------- |
| 2022  | 阪神  | 2     | 6     | 0     | 0     | 0     | 1.000    | 0     | 0        | 0        | 0        | ----     |
| 通算  | 通算  | 2     | 6     | 0     | 0     | 0     | 1.000    | 0     | 0        | 0        | 0        | ----     |

- 2024年度シーズン終了時[注 2]

### 記録
初記録
- 初出場：2022年5月25日、対東北楽天ゴールデンイーグルス2回戦（阪神甲子園球場）、8回表に坂本誠志郎に代わり捕手で出場
- 初打席：同上、8回裏に宋家豪から空振り三振

### 独立リーグでの打撃成績
| 年 度     | 球 団     | 試 合 | 打 数 | 得 点 | 安 打 | 二 塁 打 | 三 塁 打 | 本 塁 打 | 打 点 | 三 振 | 四 球 | 死 球 | 犠 打 | 犠 飛 | 盗 塁 | 失 策 | 併 殺 打 | 打 率 | 出 塁 率 | O P S |
| --------- | --------- | ----- | ----- | ----- | ----- | -------- | -------- | -------- | ----- | ----- | ----- | ----- | ----- | ----- | ----- | ----- | -------- | ----- | -------- | ----- |
| 2015      | 福井      | 39    | 55    | 11    | 9     | 0        | 1        | 0        | 2     | 16    | 8     | 1     | 4     | 0     | 7     | 2     | 0        | .164  | .281     | .445  |
| 2016      | 福井      | 58    | 144   | 20    | 39    | 5        | 4        | 2        | 26    | 37    | 22    | 2     | 8     | 3     | 8     | 5     | 2        | .271  | .368     | .639  |
| 2017      | 福井      | 49    | 151   | 30    | 43    | 12       | 3        | 5        | 35    | 37    | 28    | 3     | 5     | 2     | 2     | 6     | 3        | .285  | .402     | .687  |
| 2018      | 福井      | 64    | 227   | 55    | 75    | 18       | 4        | 14       | 62    | 50    | 58    | 2     | 1     | 1     | 18    | 5     | 4        | .330  | .469     | .799  |
| 通算：4年 | 通算：4年 | 210   | 577   | 116   | 166   | 35       | 12       | 21       | 125   | 140   | 116   | 8     | 18    | 6     | 35    | 18    | 9        | .288  | .404     | .692  |

### 背番号
- 22（2015年 - 2018年）
- 122（2019年 - 同年7月29日）
- 95（2019年7月30日 - 2024年）

### 登場曲
- 「Jump & Sweat（feat. Sanjin）」Garmiani（2019年）
- 「Lovumba」Daddy Yankee（2020年）
- 「交差点 feat. EXPRESS」BANTY FOOT（2021年 - 2022年）
- 「止まらないHa〜Ha」矢沢永吉（2023年）※奇数打席
- 「Lose Yourself」Eminem（2023年）※偶数打席